# Alphabets grecs archaïques

Le nom Περικλες Χσανθιππο (« Perikles Xsanthippo ») écrit sur un ostracon athénien du La graphie classique correspondante serait « Περικλῆς Ξανθίππου », « Ε » étant utilisé alors à Athènes pour tous les sons /e, eː, ɛː/, « Ο » pour /o, oː, ɔː/ et « ΧΣ » pour le son /ks/. La graphie des « Π » et « Θ » est également archaïque.

Les alphabets grecs archaïques, dits aussi alphabets épichoriques, sont les nombreuses variantes de l'alphabet grec employées en Grèce antique pendant les époques archaïque et classique, avant d'être remplacées vers 400 av. J.-C. par la forme standard à 24 lettres.

## Généralités
Toutes les formes d'alphabets grecs sont basées sur les 22 symboles de l'alphabet phénicien, à l'exception de la lettre Samech, dont l'équivalent grec xi (Ξ) n'est utilisé que par un sous-groupe d'alphabets, et avec l'ajout de l'upsilon (Υ) pour la voyelle /u, ū/,.
Les alphabets locaux, appelés « épichoriques », diffèrent de plusieurs façons :
- dans l'usage des symboles consonantiques Χ, Φ et Ψ ;
- dans celui des lettres nouvelles inventées pour représenter les voyelles longues (oméga et êta)
- dans l'usage ou non de Η dans sa fonction originelle de consonne (/h/) ;
- dans l'usage ou non de certaines lettres archaïques (digamma = /w/, koppa = /k/, san = /s/) ;
- dans les détails des formes individuelles de chaque lettre.

L'alphabet grec actuel, à 24 lettres, est à l'origine une variante régionale utilisée dans les villes ioniennes en Asie mineure. Il est officiellement adopté à Athènes en 403 av. J.-C. et dans le reste du monde grec avant le milieu du IVe siècle av. J.-C.

## Consonnes aspirées et groupes consonantiques

Distribution des types d'alphabets « vert », « rouge » et « bleu », selon Adolf Kirchhoff (1867).

Une division basique des alphabets épichoriques en quatre types majeurs est couramment effectuée selon leur traitement des lettres additionnelles pour les consonnes aspirées (pʰ, kʰ) et les groupes consonantiques (ks, ps) du grec. Ces quatre types sont intitulés de façon conventionnelle « vert », « rouge », « bleu clair » et « bleu foncé », suivant la légende d'une carte publiée dans un article fondateur du XIXe siècle sur le sujet, Studien zur Geschichte des griechischen Alphabets par Adolf Kirchhoff (1867). Le type « vert » (ou du Sud) est le plus archaïque et le plus proche du phénicien. Le type « rouge » (ou de l'Ouest) est par la suite transmis vers l'Ouest et est l'ancêtre de l'alphabet latin. Le type « bleu » (ou de l'Est) est celui dont l'alphabet grec standard émerge ensuite.
Le type « vert » n'utilise que les symboles phénicien et se dispense typiquement du Ξ (/ks/). Les plosives aspirées /pʰ, kʰ/ sont ainsi écrites simplement Π et Κ, sans distinction des plosives non-aspirées /p, k/, ou comme digrammes ΠΗ, ΚΗ (le son analogue /tʰ/ possède une lettre dédiée, Θ, également prise au phénicien). De même, les groupes /ps, ks/ sont simplement écrits ΠΣ, ΚΣ. Ce système se rencontre en Crète et dans certaines îles du sud de la mer Égée, notablement Santorin, Milos et Anafi.
Le type « rouge » n'utilise pas non plus le Ξ pour /ks/, mais introduit un signe supplémentaire à la fin de l'alphabet pour cette combinaison de sons, Χ. De plus, il introduit des lettres pour les consonnes aspirées, Φ = « pʰ » et Ψ = « kʰ ». Cet usage du « Χ » correspond à la lettre « X » en latin, mais diffère des standards grecs ultérieurs où Χ correspond à /kʰ/ et Ψ à /ps/ (seul Φ pour /pʰ/ est commun à tous les alphabets non-« verts »). Le type « rouge » se rencontre dans la plupart des zones de Grèce centrale (Thessalie, Béotie et la majeure partie du Péloponnèse), sur l'île d'Eubée et dans les colonies associées, dont la plupart de celles d'Italie.
Le type « bleu clair » n'utilise toujours pas le Ξ (/ks/) et n'ajoute de lettres que pour « pʰ » (Φ) et « kʰ » (Χ). Ces deux lettres correspondent à leur usage dans l'alphabet standard moderne. Le système « bleu clair » ne possède donc pas de lettres séparées pour les groupes /ps, ks/. Dans ce système, ils sont typiquemement écrits ΦΣ et ΧΣ. Ce système se rencontre à Athènes (avant 403 av. J.-C.) et dans plusieurs îles de la mer Égée.
Le type « bleu foncé » possède tous les symboles consonantiques de l'alphabet grec moderne : en plus du Φ et du Χ (commune avec le type « bleu clair »), il ajoute Ψ (à la fin de l'alphabet) et Ξ (à la position alphabétique du samekh phénicien). Ce système se rencontre dans les villes de la Confédération ionienne, Cnide en Asie mineure et à Corinthe et Argos dans le nord-est du Péloponnèse.
| Phénicien        |                  |   |   |   |   |   |   |    |   |   |    |   |   |   |   |   |    |   |   |   |   |   |   |   |   |    |    |    |    |   |
| Sud              | « vert »         |   |   |   |   |   |   |    |   | — |    |   |   |   |   |   | —  |   |   |   |   |   |   |   | * | —  | —  | —  | —  | — |
| Ouest            | « rouge »        |   |   |   |   |   |   |    |   | — |    |   |   |   |   |   | —  |   |   |   |   |   |   |   | * |    |    |    | —  | — |
| Est              | « bleu clair »   |   | — |   |   |   |   |    |   | — |    |   |   |   |   |   | —  |   |   |   |   |   |   |   | * |    |    |    | —  | — |
| Est              | « bleu foncé »   |   | — |   |   |   |   |    |   | — |    |   |   |   |   |   |    |   |   |   |   |   |   |   | * |    |    |    |    | — |
| Ionien classique | Ionien classique | — | — | — |   | — | — |    |   |   |    |   |   |   |   |   |    |   |   |   |   |   |   |   | * |    |    |    |    |   |
| Son              | Son              | a | b | g | d | e | w | zd | h | ē | tʰ | i | k | l | m | n | ks | o | p | s | k | r | s | t | u | pʰ | ks | kʰ | ps | ō |
| Moderne          | Moderne          | Α | Β | Γ | Δ | Ε | — | Ζ  | — | Η | Θ  | Ι | Κ | Λ | Μ | Ν | Ξ  | Ο | Π | — | — | Ρ | Σ | Τ | Υ | Φ  | —  | Χ  | Ψ  | Ω |

*L'upsilon dérive également du vav ().

## Oméga, êta et /h/
La lettre êta (Η, , à l'origine hêta) a deux fonctions différentes, dérivées du nom de son modèle phénicien hēth : la majorité des dialectes grecs l'utilisent pour la consonne /h/, similaire à sa valeur phénicienne ([ħ]). Toutefois, la consonne /h/ est progressivement perdue du langage parlé (un processus connu sous le nom de psilose) ; dans les dialectes où cette perte s'est produite tôt dans la période archaïque, Η est utilisé pour noter la voyelle longue /ɛː/, deuxième élément sonore de son nom et, pour les dialectes sans /h/, sa valeur acrophonique naturelle. Les dialectes psilotiques primitifs incluent l'ionien oriental, le dialecte éolien de Lesbos et les dialectes doriens de Crète et Élis.
La distribution de Η et E diffère ensuite suivant les dialectes, car la langue grecque archaïque possède trois phonèmes distincts pour « e » : une voyelle mi-ouverte /ɛː/ (écriture classique « η »), une voyelle mi-fermée longue /eː/ (fusionnée par la suite avec la diphthongue /ei/, écriture classique « ει ») et une voyelle courte /e/ (écriture classique « ε »). Dans les dialectes psilotiques d'Anatolie et des îles Égéennes adjacentes, ainsi qu'en Crète, le Η vocalique n'est utilisé que pour /ɛː/. Dans un certain nombre d'îles de la mer Égée, dont Rhodes, Milos, Santorin et Paros, il est utilisé à la fois pour /h/ et /ɛː/ sans distinction. À Cnide, une lettre additionnelle est inventée pour distinguer entre les deux fonctions : Η est utilisé pour /h/ et  pour /ɛː/. Dans les colonies du sud de l'Italie, principalement Taras, après 400 av. J.-C., une distinction similaire est faite entre Η pour /ɛː/ et  pour /h/. Les grammairiens d'Alexandrie transforment par la suite ce symbole en un signe diacritique, l'esprit rude.
À Naxos, le système est légèrement différent : la même lettre y est également utilisé pour /h/ et une voyelle longue, mais seulement si le son « e » provient de l'élévation d'un ancien /aː/, non d'un ancien /ɛː/ hérité du proto-grec. Ceci signifie probablement que, tandis que dans les autres dialectes les « e » longs ancien et nouveau ont déjà fusionné en un phonème unique, le son élevé de Naxos est distinct de /aː/ et /ɛː/, soit probablement un son [æ].
Une autre distinction est faite dans les cités du nord-est du Péloponnèse, notablement Corinthe : ce n'est pas le /ɛː/ mi-ouvert qui y est mis en avant parmi les trois sons « e », mais le /eː/ mi-fermé. La lettre epsilon (Ε) y est utilisée exclusivement pour cette dernière, tandis que le symbole  (ou, à Sicyone, ) est employé pour /e/ et /ɛː/. Une autre variante est utilisée à Tirynthe : elle emploie les formes de lettre du système corinthien,  et E, mais avec les valeurs du système classique êta et epsilon.
| Région                      | /h/ | /ɛː/   | /ɛː/ | /e/ | /eː/ |
| --------------------------- | --- | ------ | ---- | --- | ---- |
| Ionie, Éolie, Crète         | –   | Η      | Η    | E   | E    |
| Rhodes, Mélos, Théra, Paros | Η   | Η      | Η    | Ε   | Ε    |
| Cnide                       | Η   |        |      | Ε   | Ε    |
| Naxos                       | Η   | Η (æː) | Ε    | Ε   | Ε    |
| Tirynthe                    | Η   |        |      | Ε   | Ε    |
| Corinthe, Mégara, Sicyone   | Η   |        |      |     | Ε    |
| Autres                      | Η   | Ε      | Ε    | Ε   | Ε    |

La lettre oméga (Ω), notant un son [ɔː] mi-ouvert long, est inventée dans les cités ioniennes d'Asie mineure, quelque temps avant 600 av. J.-C. Elle est créée en brisant le cercle de l'omicron (Ο), initialement sur le côté. La lettre est ensuite redressée et ses bords incurvés vers l'extérieur (, , , ). La cité dorienne de Cnide ainsi que quelques îles de la mer Égée (Paros, Thasos et Milos), choisissent l'innovation opposée : un cercle brisé pour le /o/ court et un cercle fermé pour le /o/ long.

## Lettres archaïques

### Digamma
La lettre digamma (Ϝ) est généralement utilisée dans les dialectes où le son /w/ reste employé. À l'époque archaïque, ces dialectes incluent la majorité de la Grèce continentale (sauf l'Attique), l'Eubée et la Crète. À Athènes et à Naxos, il n'est apparemment utilisé que dans le registre poétique. Ailleurs, le son /w/ est absent.
La forme de la lettre varie selon le lieu et l'époque. À l'origine, la forme la plus courante est . Avec le temps, elle se développe par analogie avec l'epsilon (qui évolue de  à E) pour devenir F ou . La Crète utilise une forme archaïque  (qui ressemble au modèle original, le pénicien waw ) ou une variante avec les tiges inclinées ().

### San
Certaines écritures locales utilisent la lettre san au lieu du sigma pour noter le son /s/. Il n'est pas clair si la distinction entre les deux lettres correspond à l'origine à des réalisations phonétiques différentes du phonème /s/. L'épigraphiste Lilian Jeffery (1915–1986) émet l'hypothèse que le san note à l'origine un son [z] et que les dialectes doriens qui conservent san au lieu de sigma pourraient avoir une telle prononciation de /s/. Roger Woodard, professeur de lettres classiques à l'Université de Buffalo, avance que san pourrait noter [ts]. Dans tous les cas, chaque dialecte tend à utiliser san ou sigma à l'exclusion de l'autre, et bien que les premiers abécédaires listent les deux lettres séparément à leur position alphabétique respective, les exemplaires ultérieurs au VIe siècle av. J.-C. tendent à ne lister que l'une d'entre elles. San est utilisée à Argos jusqu'à la fin du VIe siècle av. J.-C., à Sicyone jusque vers 500 av. J.-C., à Corinthe jusqu'à la première moitié du Ve siècle av. J.-C. et en Crète encore quelque temps après. Sicyone conserve le signe comme emblème local sur ses pièces.

### Koppa
La lettre archaïque koppa (Ϙ), utilisée pour un allophone antérieur de /k/ devant les voyelles postérieures [o, u], est à l'origine commune dans la plupart des alphabets épichoriques. Elle commence à être abandonnée à partir du milieu du VIe siècle av. J.-C. Certaines régions doriennes, dont Corinthe, Argos, la Crète et Rhodes, la conservent jusqu'au Ve siècle av. J.-C..

## Lettres additionnelles

### Sampi
Certaines cités ioniennes utilisent une lettre spéciale, , dans l'ordre alphabetique après Ω, pour un son sibilant là où d'autres dialectes possèdent ΣΣ ou ΤΤ (par exemple « τέͳαρες », « quatre », au lieu de l'orthographe ionique « τέσσαρες » et de l'attique « τέτταρες »). Ce symbole est abandonné par la suite dans l'alphabet, mais survit sous la forme du symbole numéral sampi (« ϡ »).
La lettre est attestée dans les cités ioniennes de Milet, Éphèse, Halicarnasse, Érythrées, Téos, sur l'île de Samos, dans la colonie ionienne de Massilia et en Cyzique. À Mésembrie, sur la côte de la mer Noire en Thrace, elle est utilisée sur les pièces, marquées d'une abréviation du nom de la ville, « ΜΕͲΑ ». Le son noté par cette lettre dérive des groupes consonantiques proto-grecs *[kj], *[kʰj], *[tj], *[tʰj] ou *[tw], et est probablement un son intermédiaire pendant le changement phonétique depuis un groupe de consonnes occlusives vers un son /s/, peut-être une consonne affriquée similaire à /ts/.

### San arcadien
Le dialecte arcadochypriote de Mantinée, dans un document, utilise une lettre similaire au И (), peut-être dérivée d'une variante de san, pour noter probablement un son [ts].

### Digamma pamphylien
Dans le dialecte de Pamphylie, fortement divergent, la lettre digamma (Ϝ) existe côte à côte avec une autre forme . On présume que dans ce dialecte, le son /w/ pourrait avoir changé en /v/ dans certains environnements. La lettre en forme de F pourrait avoir été utilisée pour noter ce son /v/, tandis que la lettre en forme de И indique les cas où le son /w/ est préservé.

### E béotien
Une lettre spéciale pour une réalisation du son /e/ court, , est brièvement utilisée dans la cité béotienne de Thespies à la fin du Ve siècle av. J.-C. La lettre est employée à la place du epsilon habituel (Ε) quand le son est placé devant une autre voyelle. Sa forme suggérant un compromis entre un Ε et un Ι, on pense qu'elle note un allophone élevé, approchant /i/. Elle n'est attestée quand dans un seul document, un ensemble de stèles gravées de 424 av. J.-C.,

## Formes des glyphes
Les lettres de l'alphabet grec classique présentent des variations additionnelles de formes, certaines variantes étant caractéristiques d'un alphabet local.
Le Ζ comporte généralement une ligne droite () dans tous les alphabets de l'époque archaïque. Θ est principalement en forme de croix ( ou ). Ξ comporte typiquement une ligne verticale () et Φ est le plus souvent . Υ et Ψ possèdent des variantes fréquentes où les lignes s'étendent depuis le bas de la lettre,  et . Η est à l'origine proche d'une forme rectangulaire fermée  et développe de nombreuses variantes avec différents arrangements de barres reliant les deux lignes extérieures .
La forme initiale de Ε est typiquement , avec les bras en diagonales et la barre descendant sous le bras inférieur ; la lettre se développe dans sa forme moderne orthogonale Ε pendant l'époque archaïque. Un changement analogue est observé avec Ϝ, qui passe de  à  ou Ϝ. Les formes initiales de Μ ont typiquement une barre à gauche qui descend plus bas que celle de droite () ; cette caractéristique est distinctive des variétés utilisant également san () pour /s/.
Π possède typiquement une branche verticale droite plus courte que la gauche (). Le haut du Π peut être courbe plutôt qu'anguleux, approchant un P latin (). Ρ peut avoir une queue vers le bas à droite, s'approchant du R latin. Dans de nombreuses variétés « rouges », Δ possède des variantes où la ligne de gauche est verticale et le côté droit légèrement arrondi, comme un D latin (, ).
La forme du Σ peut être écrite avec différents angles et lignes. À part la forme classique à quatre lignes (), on trouve fréquemment une forme à trois lignes ressemblant à un S latin anguleux (), une caractéristique de certaines variétés de Grèce continentale dont l'attique et plusieurs alphabets « rouges ». La forme en lune du Σ, ressemblant au C latin, standard dans l'Antiquité tardive et l'écriture byzantine, ne se rencontre pas dans les alphabets archaïques.
La lettre Ι possède deux variantes principales : la ligne verticale droite classique et une forme courbée avec trois ou quatre lignes angulaires, voire plus ( ). La forme courbée est une forme plus ancienne et reste commune dans les variétés où elle ne peut pas être confondue avec sigma, celui-ci étant remplacé par san.
Les lettres Γ et Λ comportent de multiples formes différentes qui peuvent souvent être confondues l'une avec l'autre, toutes deux étant juste un angle placé dans des positions variées. les formes de Γ analogues à C (pointues ou arrondies) sont courantes en Grèce continenale et dans l'Ouest, où elles inspirent le C latin ; les formes de Λ analogues à L sont communes en Eubée, Attique et Béotie. Les colonies achaïennes utilisent un Γ en forme de ligne verticale, comme un Ι.
La lettre Α possède diverses variantes mineures suivant la position de la barre horizontale, certaines caractéristiques d'une variété locale.
La lettre Β possède le plus grand nombre de formes fortement divergentes. À part la forme standard (arrondie ou pointue, ), on trouve des formes aussi variées que  (Gortyne),  et  (Santorin),  (Argos),  (Milos),  (Corinthe),  (Mégare, Byzance),  (Cyclades).
Κ, Ν, Ο et Τ ne présentent que peu de variations et peu ou pas de différences avec leur forme classique.
En outre, toutes les lettres peuvent se produire en miroir, lorsque le texte est écrit de droite à gauche, ce qui est fréquent dans la période la plus ancienne.

## Alphabets locaux notables

### Attique ancien

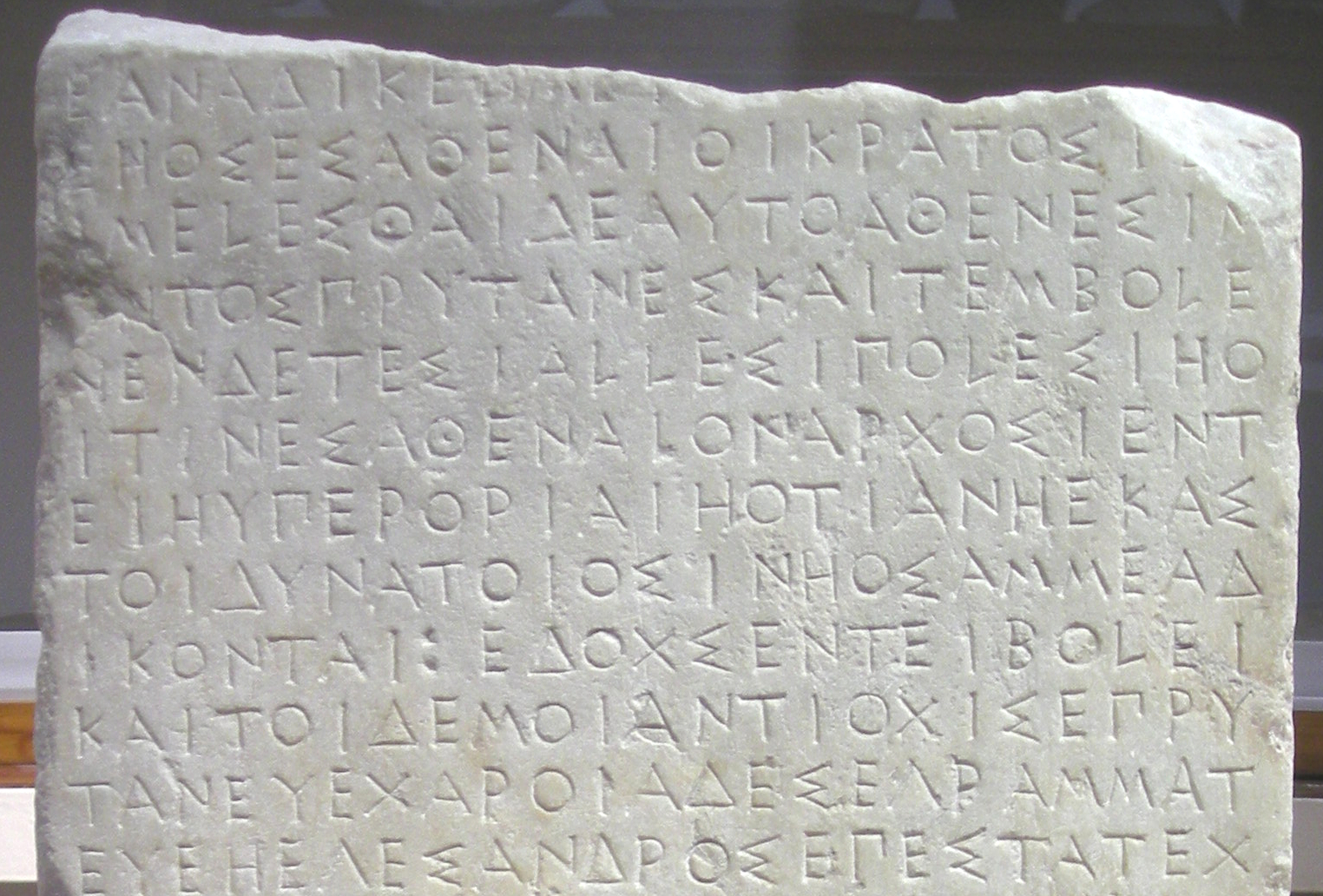
La phrase « Ἔδοξεν τῇ Βουλῇ καὶ τῷ Δήμῳ » (« Il a plu au Conseil et au Peuple ») est typiquement écrite « Εδοχσεν τει Βολει και τοι Δεμοι » sur les inscriptions de la Démocratie athénienne avant 403 av. J.-C.

Athènes, jusqu'à la fin du Ve siècle av. J.-C., utilise une variante de l'alphabet « bleu clair », avec «ΧΣ » pour /ks/ et « ΦΣ » pour /ps/. « Ε » est utilisé pour les trois sons /e, eː, ɛː/ (correspondant aux Ε, ΕΙ, Η classiques), et « Ο » l'est pour /o, oː, ɔː/ (Ο, ΟΥ, Ω classiques). « Η » note la consonne /h/. L'écriture athénienne comporte également certaines formes locales de lettres, certaines partagées avec l'alphabet voisin (quoique « rouge ») d'Eubée : une forme de « Λ » ressemblant au L latin () et une forme de « Σ » ressemblant au S latin ().
À la fin du Ve siècle av. J.-C., l'usage d'éléments de l'alphabet ionien à côté de l'alphabet local traditionnel est courant dans le domaine privé et, en 403 av. J.-C., un décret formel est publié afin de passer l'écriture publique à la nouvelle orthographe ionienne, une partie des réformes promulguées après le pouvoir des Trente. Ce nouveau système est appelé par la suite alphabet « eucleidien », du nom de l'archonte Euclide qui supervise la décision.

### Eubéen

L'inscription de la coupe de Nestor, trouvée à Ischia ; alphabet eubéen,

L'alphabet d'Eubée est utilisé dans les cités d'Érétrie et Chalcis, ainsi que dans les colonies du sud de l'Italie, notablement à Cumes et Ischia. C'est cette variante de l'alphabet grec qui est transmise en Italie, où elle donne naissance aux anciens alphabets italiques, dont l'alphabet étrusque et au bout du compte l'alphabet latin. Certains des caractéristiques distinctives de l'alphabet latin sont déjà présentes dans son modèle eubéen.
L'alphabet eubéen appartient au type « rouge ». Il utilise Χ pour /ks/ et Ψ pour /kʰ/. Comme la plupart des variantes anciennes, il omet Ω et utilise Η pour la consonne /h/ plutôt que la voyelle /ɛː/. Il conserve également les lettres archaïques digamma (Ϝ, /w/) et koppa (Ϙ, /k/). Le san (Ϻ, /s/) n'est pas normalement utilisé à l'écrit mais semble néanmoins transmis avec l'alphabet, car il est présent dans l'abécédaire trouvé en Italie et est plus tard adopté par les Etrusques.
Comme Athènes, Eubée utilise une forme de Λ qui ressemble au L latin et une forme de Σ analogue qu S latin. Les autres éléments annonçant les formes latines sont un Γ écrit comme un C pointu (), un Δ en forme de D pointu () et un Ρ ressemblant à un R ().

### Corinthien

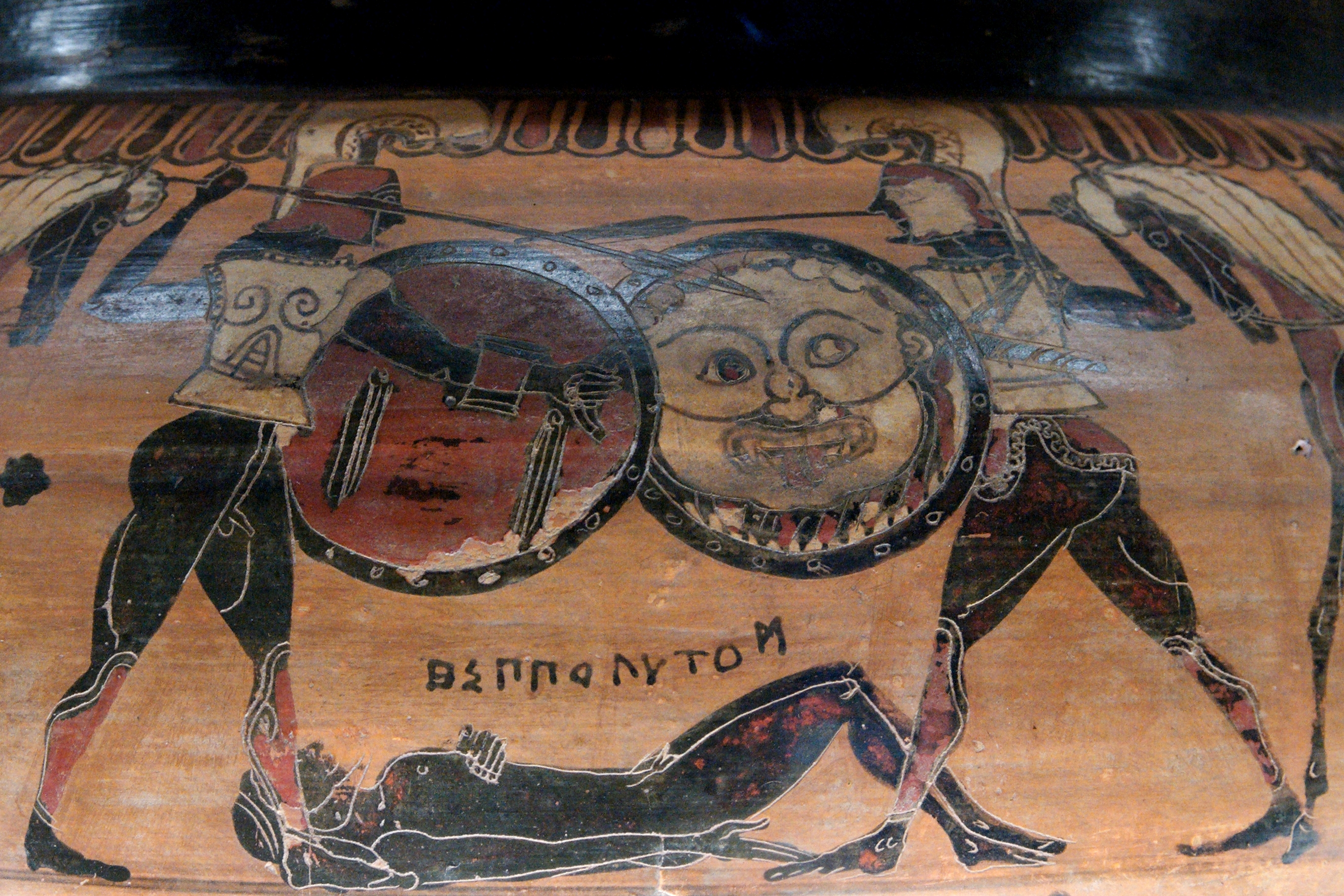
Cratère corinthien portant le nom « ΗΙΠΟΛΛΥΤΟΣ » en écriture corinthienne.

Le dialecte dorien de Corinthe est écrit dans un alphabet spécifique appartenant au type « bleu foncé » du point de vue de son traitement de /pʰ, kʰ, ps, ks/, mais il diffère des alphabets ioniques et classiques en d'autres endroits. Corinthe utilise le san (Ϻ) au lieu du Σ pour /s/, et garde la koppa (Ϙ) pour ce qui semble être un allophone de /k/ devant les voyelles antérieures. Comme décrit plus haut, il utilise également un système peu commun pour indiquer ses sons [e], avec une lettre en forme de Β  pour /ɛ/ et /ɛː/ (Ε et Η classiques) et Ε pour le /eː/ long fermé (ΕΙ classique). Pour la consonne Β, Corinthe utilise une forme spéciale . La lettre Ι est écrite comme un Σ (, ).

## Tableau récapitulatif
Le tableau suivant récapitule les formes caractéristiques de certains alphabets grecs locaux.
| Région    | Α | Β   | Γ | Δ | Ε | Ϝ | Ζ | Ͱ | Η | Θ | Ι | Κ | Λ | Μ | Ν | Ξ    | Ο | Π | Ϻ | Ϙ | Ρ | Σ | Τ | Υ | Φ    | Χ    | Ψ    | Ω |
| --------- | - | --- | - | - | - | - | - | - | - | - | - | - | - | - | - | ---- | - | - | - | - | - | - | - | - | ---- | ---- | ---- | - |
| Laconie   |   |     |   |   |   |   |   |   | – |   |   |   |   |   |   |      |   |   | – |   |   |   |   |   |      |      | (φσ) | – |
| Arcadie   |   |     |   |   |   |   |   |   | – |   |   |   |   |   |   |      |   |   | – |   |   |   |   |   |      |      |      | – |
| Achaïe    |   |     |   |   |   |   |   |   | – |   |   |   |   |   |   |      |   |   |   |   |   | – |   |   |      |      | ?    | – |
| Ithaque   |   |     |   |   |   |   |   |   | – |   |   |   |   |   |   | (ψϻ) |   |   |   |   |   | – |   |   |      |      |      | – |
| Rhodes    |   |     |   |   |   | – |   |   |   |   |   |   |   |   |   | (χσ) |   |   | – |   |   |   |   |   |      |      | (?)  | – |
| Thessalie |   |     |   |   |   |   |   |   | – |   |   |   |   |   |   |      |   |   | – |   |   |   |   |   |      |      | (φσ) | – |
| Eubée     |   |     |   |   |   |   |   |   | – |   |   |   |   |   |   |      |   |   | – |   |   |   |   |   |      |      | (φσ) | – |
| Béotie    |   |     |   |   |   |   |   |   | – |   |   |   |   |   |   | (χσ) |   |   | – |   |   |   |   |   |      |      | (φσ) | – |
| Attique   |   |     |   |   |   |   |   |   | – |   |   |   |   |   |   | (χσ) |   |   | – |   |   |   |   |   |      |      | (φσ) | – |
| Égine     |   |     |   |   |   | – |   |   | – |   |   |   |   |   |   | (χσ) |   |   | – |   |   |   |   |   |      |      | (φσ) | – |
| Naxos     |   |     |   |   |   |   |   |   |   |   |   |   |   |   |   | (ͱσ) |   |   | – |   |   |   |   |   |      |      | (πσ) | – |
| Paros     |   |     |   |   |   | – |   |   |   |   |   |   |   |   |   | (χσ) |   |   | – |   |   |   |   |   |      |      | (φσ) |   |
| Délos     |   |     |   |   |   | – |   |   |   |   |   |   |   |   |   |      |   |   | – |   |   |   |   |   |      |      | (?)  |   |
| Ionie     |   |     |   |   |   | – |   | – |   |   |   |   |   |   |   |      |   |   | – |   |   |   |   |   |      |      |      |   |
| Cnide     |   | (?) |   |   |   | – |   |   |   |   |   |   |   |   |   |      |   |   | – | – |   |   |   |   |      |      | (?)  |   |
| Mégare    |   |     |   |   |   |   |   |   | – |   |   |   |   |   |   |      |   |   | – |   |   |   |   |   |      |      |      | – |
| Corinthe  |   |     |   |   |   |   |   |   | – |   |   |   |   |   |   |      |   |   |   |   |   | – |   |   |      |      |      | – |
| Sicyone   |   |     |   |   |   |   |   |   | – |   |   |   |   |   |   |      |   |   |   |   |   | – |   |   |      |      |      | – |
| Argos     |   |     |   |   |   |   |   |   | – |   |   |   |   |   |   |      |   |   |   |   |   |   |   |   |      |      |      | – |
| Tirynthe  |   |     |   |   |   |   |   |   |   |   |   |   |   |   |   |      |   |   |   |   |   | – |   |   |      |      |      | ? |
| Milos     |   |     |   |   |   | – |   |   |   |   |   |   |   |   |   | (κϻ) |   |   |   |   |   | – |   |   | (πͱ) | (κͱ) | (πϻ) |   |
| Crète     |   |     |   |   |   |   |   | – |   |   |   |   |   |   |   | (κϻ) |   |   |   |   |   | – |   |   | (πͱ) | (κͱ) | (πϻ) | – |
| Santorin  |   |     |   |   |   | – |   |   |   |   |   |   |   |   |   | (κϻ) |   |   |   |   |   | – |   |   | (πͱ) | (κͱ) | (πϻ) | – |